# YouTube Music Awards
Les YouTube Music Awards (communément abrégé en YTMA) sont une cérémonie de remise de prix présentés par YouTube, visant à récompenser les meilleurs vidéoclips et artistes musicaux hébergés sur le site web.

## Éditions

### 2013
Annoncée le 30 septembre 2013 par YouTube, sur sa propre chaîne, la première cérémonie des YouTube Music Awards s'est déroulée le 3 novembre 2013 au Pier 36 à New York et était diffusée en direct sur YouTUbe. Certains artistes notables, comprenant Arcade Fire, Pentatonix et Lindsey Stirling (en collaboration), Tyler, The Creator, M.I.A., Avicii, Lady Gaga et Eminem, se sont produits durant la cérémonie,. Prévue pour 90 minutes, elle a débuté à 18 heures (heure de l'Est), et a enregistré plus de 215 000 spectateurs.
Les spectateurs pouvaient voter dans chaque catégorie en postant des liens spécifiques donnés à l'adresse Youtube.com/YTMA par le biais de leur Facebook, de leur Google+ ou de leur Twitter. La vidéo ou l'artiste possédant le plus de postes dans chaque catégorie est le vainqueur. Le prix de l'artiste de l'année est remporté par Eminem et celui de la vidéo de l'année par Girls' Generation pour leur clip I Got a Boy.
L'édition 2013 a été réalisée par Spike Jonze, animée par Jason Schwartzman et Reggie Watts, et sponsorisée par Kia. La cérémonie était principalement improvisée parce que Jonze voulait qu'elle se présente comme une vidéo YouTube,,.

#### Nommés
Le 21 octobre 2013, YouTube annonce les nommés pour les six catégories de sa cérémonie inaugurale de remise de prix[source insuffisante]. Les nommés ont été sélectionnés sur la base de leurs vues, leurs j'aime, leurs commentaires, et leurs abonnements depuis le mois de septembre 2012. Ensuite, les vainqueurs ont été sélectionnés en fonction du nombre de « votes » par le biais de partages via certains réseaux sociaux. YouTube n'a pas publié officiellement les résultats statistiques définitifs des votes, cependant des chiffres ont circulé sur Internet montrant le nombre de fois qu'une vidéo a été partagée, vues, etc.
Les lauréats sont indiqués ci-dessous en gras :
| Vidéo de l'année : Vidéos possédant le plus de vues, j'aime, partages et commentaires | Artiste de l'année : Artistes possédant le plus de vues, j'aime, partages et abonnements                                                                   |
| --- | --- |
| - Girls' Generation : I Got a Boy - Miley Cyrus : We Can't Stop - Justin Bieber ft. Nicki Minaj : Beauty and a Beat - Lady Gaga : Applause - One Direction : Best Song Ever - PSY : Gentleman - Macklemore & Ryan Lewis ft. Mary Lambert : Same Love - Demi Lovato : Heart Attack - Selena Gomez : Come & Get It - Epic Rap Battles of History : Barack Obama vs Mitt Romney | - Eminem - Epic Rap Battles of History - Justin Bieber - Katy Perry - Macklemore & Ryan Lewis - Nicki Minaj - One Direction - PSY - Rihanna - Taylor Swift |
| Réponse de l'année : Meilleurs remixes de fan, covers ou parodies, basés sur les vues, j'aime, partages et commentaires | Phénomène de YouTube : Chansons possédant le plus d'engagement de la part des fans                                                                         |
| - Lindsey Stirling et Pentatonix : Radioactive (original d'Imagine Dragons) - Boyce Avenue ft. Fifth Harmony : Mirrors (original de Justin Timberlake) - Jayesslee : Gangnam Style (original de PSY) - The Piano Guys : Titanium/Pavane (original de David Guetta et Gabriel Fauré) - Walk off the Earth ft. KRNFX : I Knew You Were Trouble (original de Taylor Swift)      | - I Knew You Were Trouble - Diamonds - Gangnam Style - Harlem Shake - Thrift Shop                                                                          |
| Révélation de YouTube : Artistes avec la plus forte croissance en termes de vues et d'abonnés | Innovation de l'année : Vidéos créatives possédant le plus de vues, j'aime, partages et commentaires                                                       |
| - Macklemore & Ryan Lewis - Kendrick Lamar - Naughty Boy - Passenger - Rudimental | - DeStorm : See Me Standing - Anamanaguchi : Endless Fantasy - Atoms for Peace : Ingenue - Bat for Lashes : Lilies - Toro Y Moi : Say That                 |

### 2015
La cérémonie inaugurale de 2013 ayant reçu un accueil mitigé en raison des difficultés techniques, et du fait que la plupart de ses lauréats provenaient de la musique grand public, plutôt que de YouTube lui-même,, il n'y a pas eu de cérémonie de remise des prix en 2014. Au lieu de cela, en novembre 2014, YouTube annonce son intention de réinventer le but de la cérémonie de remise de prix qui se tiendra en mars 2015 mais qui cette fois ne sera pas diffusée en direct. Les lauréats ont cette fois été annoncés le 2 mars 2015 en amont de la cérémonie qui s'est tenue le 23 mars, sous le format d'une playlist de treize clips inédits, sélectionnés parmi la liste des artistes décorés, entrecoupés de courts intermèdes. Une liste de cinquante chanteurs, chanteuses ou groupes ont été choisis en fonction de plusieurs critères comme le nombre de vues, la fréquence de publication ou le nombre d'abonnés.
L'édition 2015 est présentée par le youtubeur Tyler Oakley et est sponsorisée par Kia et Vice Media.

#### Lauréats
Liste des cinquante lauréats :
- 2NE1
- Alt-J
- Ariana Grande
- Beyoncé
- BIGBANG
- Big Sean
- Brad Paisley
- Charli XCX
- Dej Loaf
- Drake
- Ed Sheeran
- Ella Henderson
- Fifth Harmony
- FKA twigs
- Florida Georgia Line
- George Ezra
- Hoodie Allen
- Hozier
- Hunter Hayes
- J. Cole
- Jason Derulo
- Katy Perry
- Kendrick Lamar
- Kiesza
- Kurt Hugo Schneider
- Lady Gaga
- Lindsey Stirling
- Martin Garrix
- Max Schneider
- Megan Nicole
- Meghan Trainor
- Migos
- Miley Cyrus
- Nicki Minaj
- Nicky Jam
- OK Go
- One Direction
- Pentatonix
- Pharrell Williams
- Rihanna
- Sam Smith
- Sia
- Snoop Dogg
- Taylor Swift
- The Weeknd
- Tinashe
- Tori Kelly
- Tove Lo
- Troye Sivan
- Tyler Ward